# Palacio Edwards
El Palacio Edwards, también conocido como Palacio Club de Septiembre, es un inmueble ubicado de Santiago de Chile, específicamente en la esquina nororiente de Catedral con Morandé, frente a los jardines del edificio del ex Congreso Nacional.
Junto con otras construcciones antiguas que lo rodean, forma parte de un conjunto ligado a la historia política del país, entregando al sector un importante valor arquitectónico y patrimonial. Fue aquí donde se firmó el acta que derrocó al presidente José Manuel Balmaceda (1886-1891), para pasar a ser lugar de encuentro de numerosas reuniones durante el periodo parlamentarista. Actualmente, es utilizado como sede de la Academia Diplomática de Chile, entidad dependiente del Ministerio de Relaciones Exteriores (Minrel).

## Historia del edificio

### Residencia de los Edwards

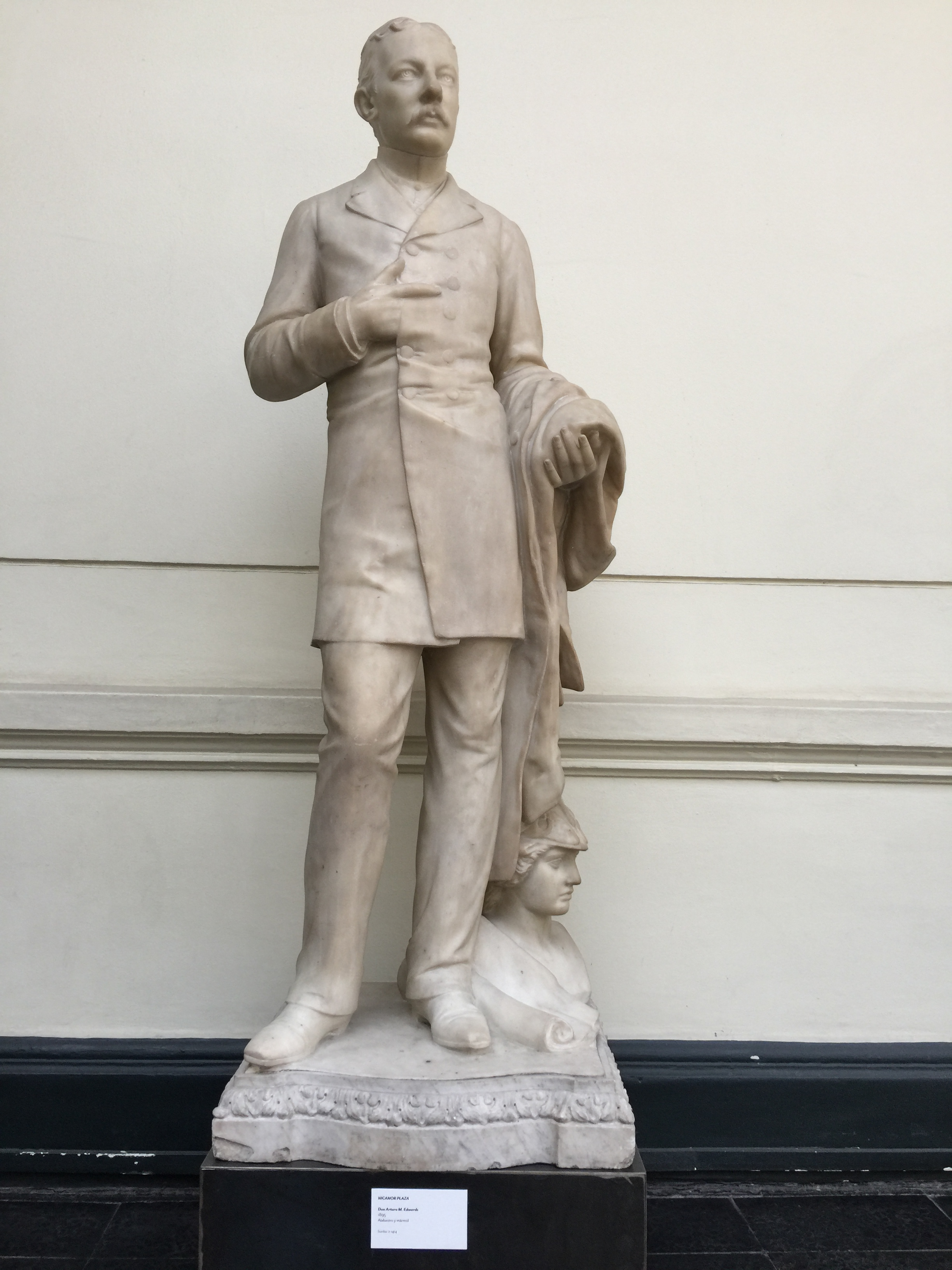
Escultura de Arturo M. Edwards Ross de Nicanor Plaza

El Club de Septiembre fue edificado por Arturo Edwards Ross en 1888, quien había adquirido el sitio un año antes. Según Escritura Pública del día 25 de abril de 1887 ante el notario Ramón Aránguiz Fontecilla, Arturo M. Edwards junto a Pedro Montt compraron la propiedad a Matilde y Micaela Errázuriz en 80 000 pesos. Edwards adquiere la parte de Montt, por renuncia de éste en escritura pública hecha el 23 de diciembre de 1887 ante Ramón Aránguiz.
Edwards fue hijo del empresario Agustín Edwards Ossandón minero y banquero. Al fallecer en 1889, sin hijos, el inmueble es heredado por su madre Juana Ross Edwards, quien lo cede a su hijo Agustín Edwards Ross, conocido por ser el propulsor del diario El Mercurio de Valparaíso y que dará término a la construcción. Para su inauguración, se organizó un gran baile social y político, que hizo historia en su tiempo. 
Agustín Edwards falleció en 1897 y su viuda, María Luisa Mac-Clure recibe la propiedad por transferencia, para luego venderla en 1913 a la Inmobiliaria Septiembre, la que destina el palacio a la sede social del antiguo Partido Liberal, asociación llamada Club de Septiembre.[cita requerida]

### Características del edificio
Este auténtico palacio del arquitecto Juan Eduardo Fehrman, es también autor del Palacio de La Hacienda Quilpué, en San Felipe, a petición de Juana Ross de Edwards. En su trabajo en Santiago, Fehrman dio a la construcción un estilo neorrenacentista, notorio tanto en la fachada como en el vestíbulo.[cita requerida]
Los materiales para esta magnífica obra neoclásica, en la cual también intervino el arquitecto francés Jacques Roux de Landousy, se importaron desde Europa. Los bajorrelieves de sus techos y paredes, así como los frescos de sus cielos y sus muros fueron obra del italiano Lattanzi.[cita requerida]
Las habitaciones del edificio están distribuidas alrededor de dos espacios interiores de doble altura, techados con estructura metálica y vidrio. Se utilizaron destacables materiales, como la reja que lo circunda, de apariencia modesta pero de singular belleza, fue traída de Inglaterra. Las escaleras interiores son de mármol de Carrara y ostenta gran decoración en yesería, además de espejos, pinturas y tapices. La construcción de la elegante casona de 60 habitaciones finalizó en 1899.[cita requerida]

### De club social a sede política
Esta agrupación se formó en 1866 con objetivos sociales, casi a la par con el Club de La Unión. Si bien era una asociación para la distensión y la vida fuera del trabajo político, muchas de sus reglas eran estrictas. Fue el caso de los juegos de azar, los que estuvieron permitidos hasta 1935, cuando el abogado y político Ladislao Errázuriz Lazcano llegó a la presidencia del club. Su abolición estuvo basada en que "constituían una inmoralidad" y no contentándose con prohibirlos, destruyó las mesas.[cita requerida]
Según algunos cronistas, de aquí en adelante los liberales habrían perdido el control del club, el que fuera tomado durante varios años por los radicales, con Juan Antonio Ríos a la cabeza.[cita requerida]

## Uso actual
En 1950, diversos problemas económicos llevaron a arrendar por piezas la propiedad. Sastres, modistas, peluquerías y hasta un restaurante funcionaron en su interior. Posteriormente, en 1971, en la más absoluta decadencia, se dio orden de demolición según el plano regulador.[cita requerida]
Fue entonces cuando el historiador y diplomático Mario Barros van Buren, con gran visión, hizo algunas gestiones para que el Ministerio de Relaciones Exteriores (Minrel) adquiriera el inmueble, en 1973, y lo convirtiera en la sede de su Academia Diplomática.
El 13 de diciembre de ese mismo año, con ocasión de la dictadura militar del general Augusto Pinochet, fue declarado Monumento Histórico Nacional, comenzando su restauración y la recuperación de su decorado con la asesoría de profesores de la Facultad de Arquitectura de la Universidad de Chile y la supervisión de funcionarios del Ministerio de Obras Públicas (MOP).[cita requerida]